# Medvedi Perm
 (octobre 2024).
Si vous disposez d'ouvrages ou d'articles de référence ou si vous connaissez des sites web de qualité traitant du thème abordé ici, merci de compléter l'article en donnant les références utiles à sa vérifiabilité et en les liant à la section « Notes et références ».
Maillots
Actualités
Dernière mise à jour : 31 août 2013.
Le Medvedi Perm est un club de handball, situé à Perm en Russie, évoluant en Super League.

## Histoire
Le club fut fondé en 1993 à l'Institut pédagogique de faculté d'éducation physique de Perm.
La première équipe a joué tout d'abord en Championnat de la jeunesse grâce à Alexei Dmitriévitch Nikiforov, actuel président du club, et l'entraîneur Igor Valerevicha Pastukhova.[pas clair]
Le club tel qu'il est connu actuellement fut mis en place en 1999,[pas clair] année où le Medvedi Perm accéda pour la première fois à la Ligue (division 2).
Le Medvedi est resté huit saisons dans ce championnat. Il a terminé vingt-troisième en 2001 et treizième en 2002.
Il termine cinquième et quatrième en 2003 et 2004.
Le club monte en Super League en 2009.
Pour la première saison, le Medvedi termine dixième sur douze, puis montre dans le classement avec deux septième places lors des saisons 2010/2011 et 2011/2012. Pour la saison 2011/2012, il réussit à se qualifier pour la finale de la Coupe de Russie mais la perd. Le club est qualifié pour la Coupe EHF 2012-2013 grâce à cette finale.
Lors la saison 2012/2013, le Medvedi réussit à terminer quatrième, et obtient sa qualification en Coupe d'Europe. Il atteint le troisième tour où il perd contre les danois du Kolding IF, après avoir éliminé les moldaves du PGU-Kartina TV Tiraspol et les suisses du Wacker Thoune.
Lors de la saison 2013/2014, le club termine troisième. En Coupe EHF 2013-2014, Perm est éliminé au deuxième tour par les biélorusses du HC Meshkov Brest. Lors de cette saison le club remporte son premier titre, la Coupe de Russie.

### Parcours depuis 2001
| Saison    | Niveau | Rang | Coupe de Russie |
| --------- | ------ | ---- | --------------- |
| 2000-2001 | Div. 2 | 23e  | ?               |
| 2001-2002 | Div. 2 | 13e  | ?               |
| 2002-2003 | Div. 2 | 5e   | ?               |
| 2003-2004 | Div. 2 | 4e   | ?               |
| 2004-2005 | Div. 2 | 3e   | ?               |
| 2005-2006 | Div. 2 | 2e   | ?               |
| 2006-2007 | Div. 2 | 2e   | ?               |
| 2007-2008 | Div. 2 | 3e   | ?               |
| 2008-2009 | Div. 2 | 1er  | ?               |
| 2009-2010 | Div. 1 | 10e  | 1/4 de finale   |
| 2010-2011 | Div. 1 | 7e   | 1/4 de finale   |
| 2011-2012 | Div. 1 | 7e   | Finaliste       |
| 2012-2013 | Div. 1 | 4e   | 1/4 de finale   |
| 2013-2014 | Div. 1 | 3e   | Vainqueur       |
| 2014-2015 | Div. 1 | 2e   | 3e              |
| 2015-2016 | Div. 1 | 2e   | 1/4 de finale   |
| 2016-2017 | Div. 1 | 8e   | 1/8 de finale   |
| 2017-2018 | Div. 1 | 5e   | 1/8 de finale   |
| 2018-2019 | Div. 1 | 7e   | 1/8 de finale   |
| 2019-2020 | Div. 1 | 7e   | 3e              |
| 2020-2021 | Div. 1 | 5e   | 1/4 de finale   |
| 2021-2022 | Div. 1 | 4e   | 1/4 de finale   |
| 2022-2023 | Div. 1 | 2e   | Finaliste       |
| 2023-2024 | Div. 1 | 4e   | Finaliste       |

## Palmarès
| Compétitions nationales                                                                                                   |
| - Championnat de Russie : - Deuxième en 2015, 2016 et 2023 - Coupe de Russie (1) : 2014 - Finaliste en 2012, 2023 et 2024 |

## Personnalités liées au club

### Présidents
- Alexéï Dimitriévitch Nikiforov

### Joueurs célèbres
- Samuel Ovikovitch Aslanian (de)
- Igor Viktorovitch Levchine (de)
- Alexéï Vladimirovitch Chinedine (de)